# Muhammad Ali
Muhammad Ali (eredeti nevén Cassius Marcellus Clay jr.; Louisville, Kentucky, 1942. január 17. – Scottsdale, Arizona, 2016. június 3.) olimpiai és világbajnok amerikai nehézsúlyú ökölvívó, polgárjogi aktivista, ENSZ-békenagykövet.
1967-ben megtagadta a katonai szolgálatot, ezért a tettéért az 1960-as nyári olimpia félnehézsúlyú (75–81 kg) bajnokát ötévi börtönre, illetve 10 ezer dollár pénzbírságra ítélték, a Bokszvilágszövetség (WBA) pedig megfosztotta bajnoki címétől. 1999-ben a Nemzetközi Olimpiai Bizottság az évszázad legjobb sportolójának választotta.

## Élete

### Cassius Clay néven

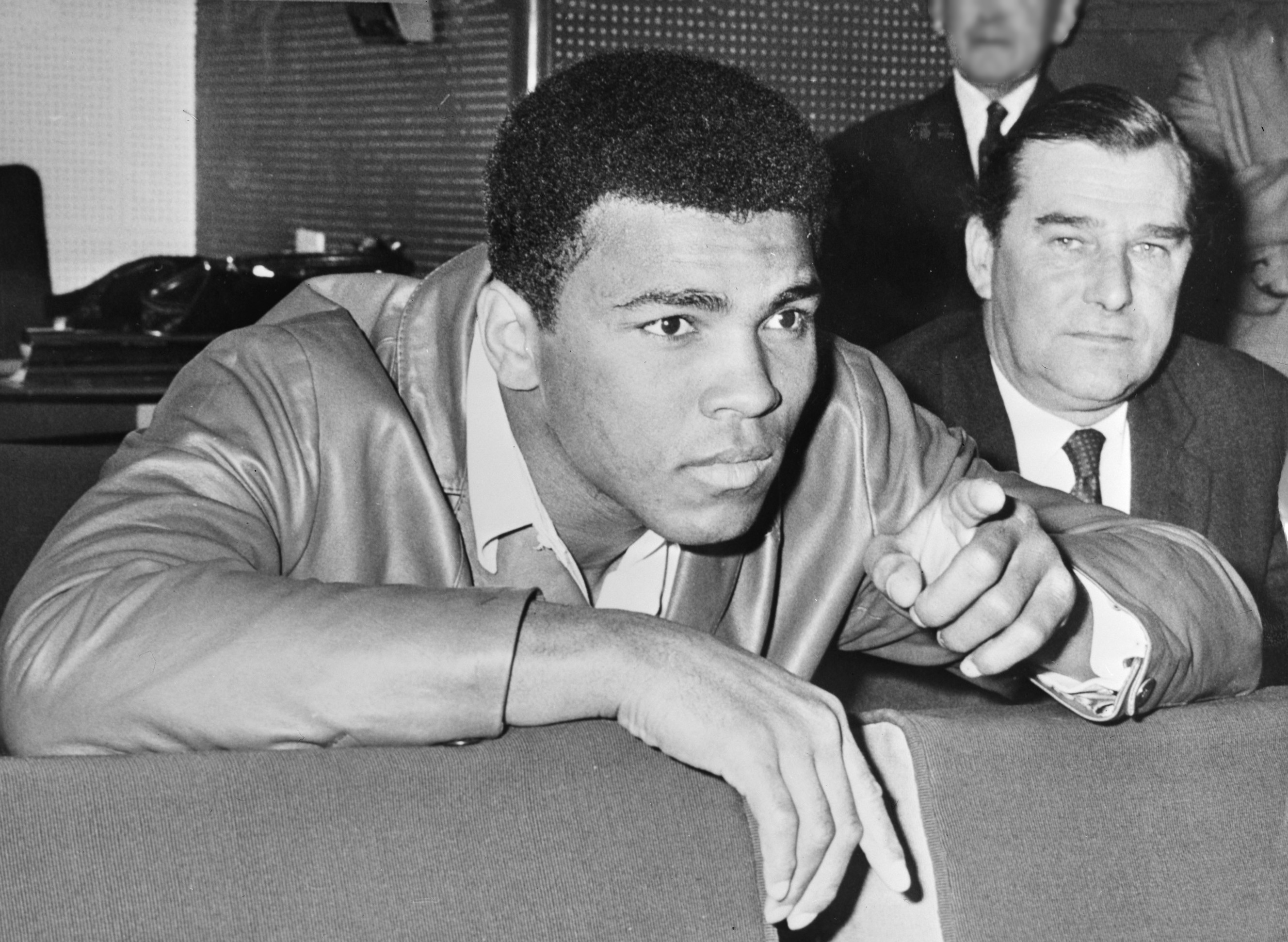
Cassius Marcellus Clay jr. 1966-ban, már Muhammad Ali néven.

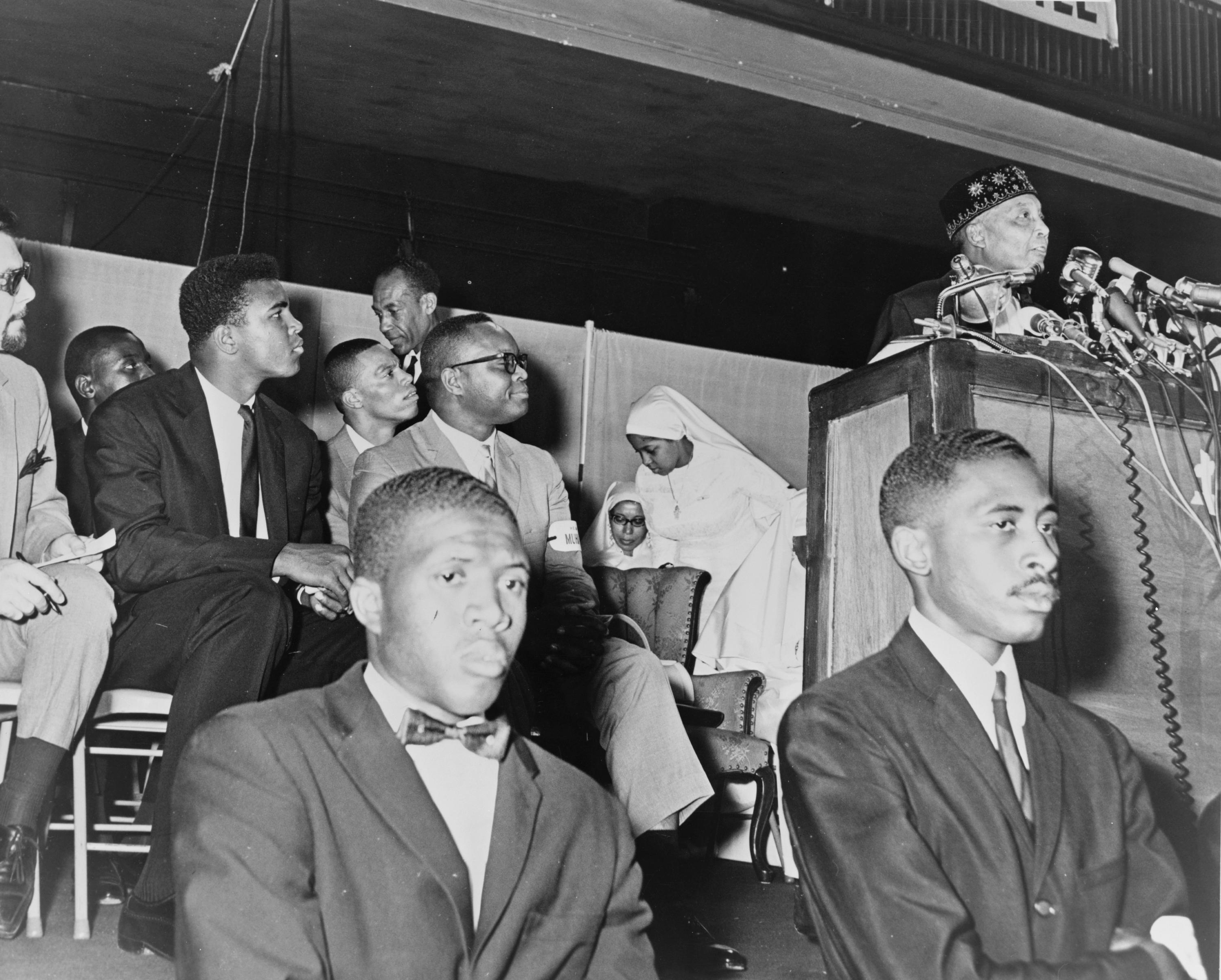
A muszlim Cassius Clay Elijah Muhammadet hallgatja

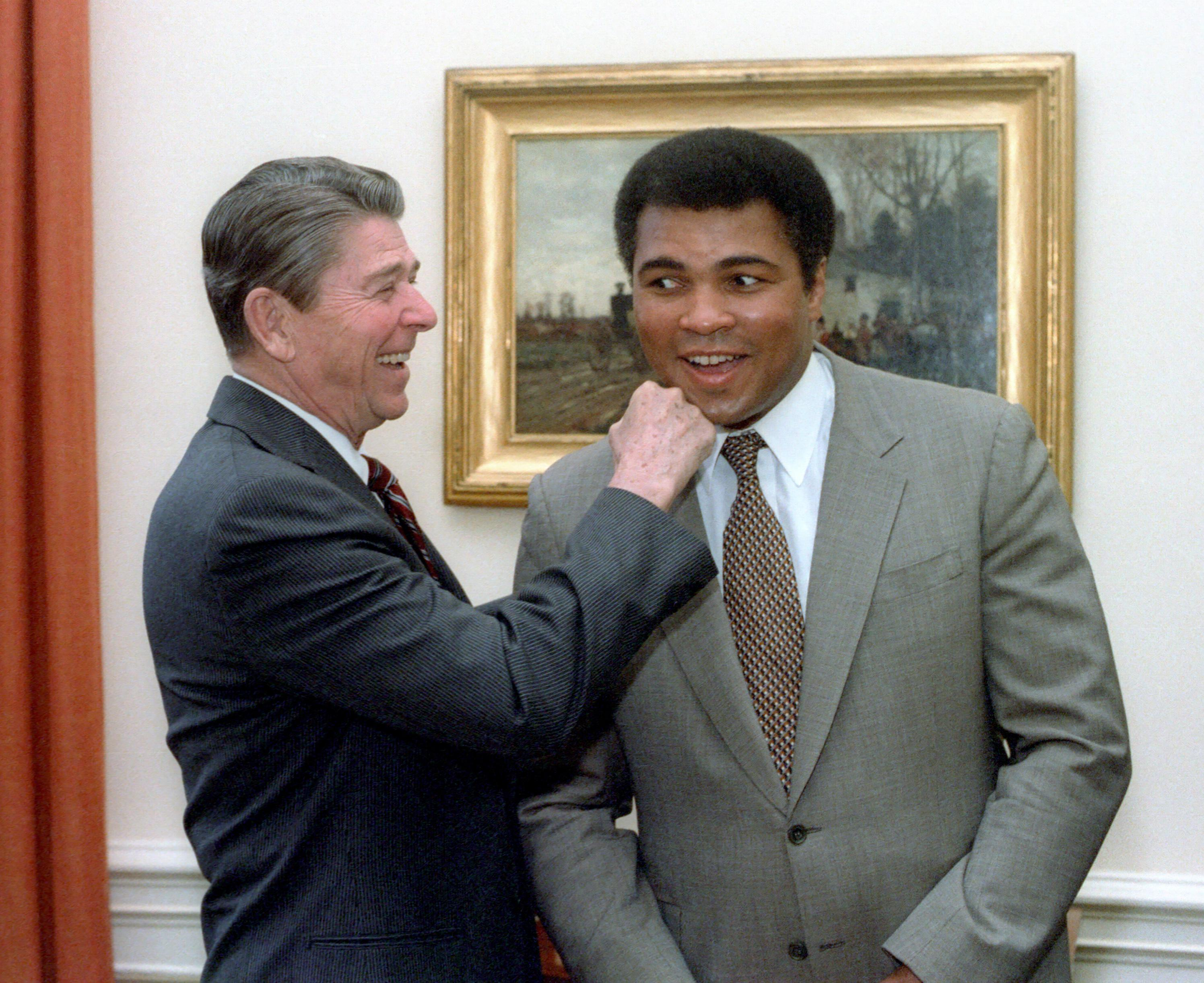
Muhammad Ali és Ronald Reagan, az USA elnöke

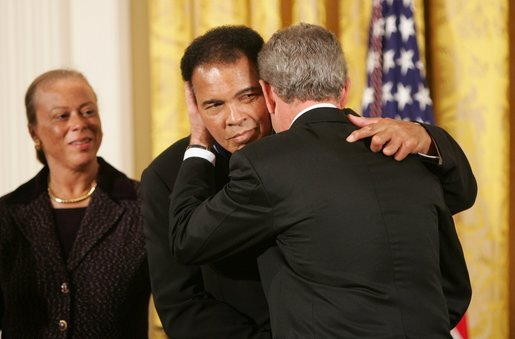
Muhammad Ali és George W. Bush, az USA elnöke

Cassius Clay nevét egy 19. században élt fehér bőrű abolicionistáról kapta. “Cash” Cassius Marcellus Clayről, aki egy rabszolgaság-ellenes lapot szerkesztett, harcolt az amerikai–mexikói háborúban és tagja volt a Lincoln-adminisztrációnak.
Gyermekkora sanyarú körülmények között telt. Ír, angol, olasz, madagaszkári és skót felmenői is voltak. Címfestő apja és háztartási alkalmazott anyja nehezen boldogult az akkor még fajgyűlölő amerikai Délen. Négy fiú- és egy lánytestvére volt. Tizenkét éves volt, amikor ellopták a biciklijét, és egy rendőr tanácsára, aki mutatott neki pár alapmozdulatot, hogy meg tudja védeni magát, a kis Cassius lement a bokszterembe, ahol rögtön beleszeretett az ökölvívásba, ami annyira magával ragadta, hogy tizenhat évesen otthagyta az iskolát.
Tehetsége azonnal megnyilvánult, sorra nyerte az amatőr mérkőzéseket – százöt amatőr mérkőzéséből mindössze ötöt veszített el és hatszor nyerte el a Kentucky Aranykesztyűt, kétszer a Nemzeti Amatőr Bajnokságot, kétszer pedig a Nemzeti Aranykesztyűt. Az 1960-as római olimpián félnehézsúlyban az aranyérem megszerzésével a csúcsra jutott. Szülővárosába hazatérve azonban azt tapasztalta, hogy a faji megkülönböztetés miatt alig vettek tudomást olimpiai címéről, az időről időre elszenvedett rasszista támadások miatt felháborodásában – állítólag – az Ohio folyóba dobta aranyérmét.
Első meccsét profiként 1960. október 29-én vívta a nehézsúlyú Tunny Hunsaker ellen, akit pontozással megvert. Ezután sorozatban megnyerte a következő 18 mérkőzését, 15-öt kiütéssel. Tizennyolc nappal az 1964. február 25-én sorra kerülő első profi világbajnoki címmérkőzése előtt csatlakozott a fekete muszlimokhoz. Sonny Listont, még mint Cassius Clay, a 7. menetben kiütötte. Az újdonsült világbajnok ezt követően jelentette be, hogy csatlakozott az Elijah Muhammad és a híres polgárjogi harcos, Malcolm X által vezetett Iszlám Nemzete (Nation of Islam) nevű radikális afroamerikai szektához. Clay nevét is megváltoztatta és muszlimmá lett. Előbb a Cassius X, végül pedig a Muhammad Ali nevet vette fel.

### Muhammad Ali néven

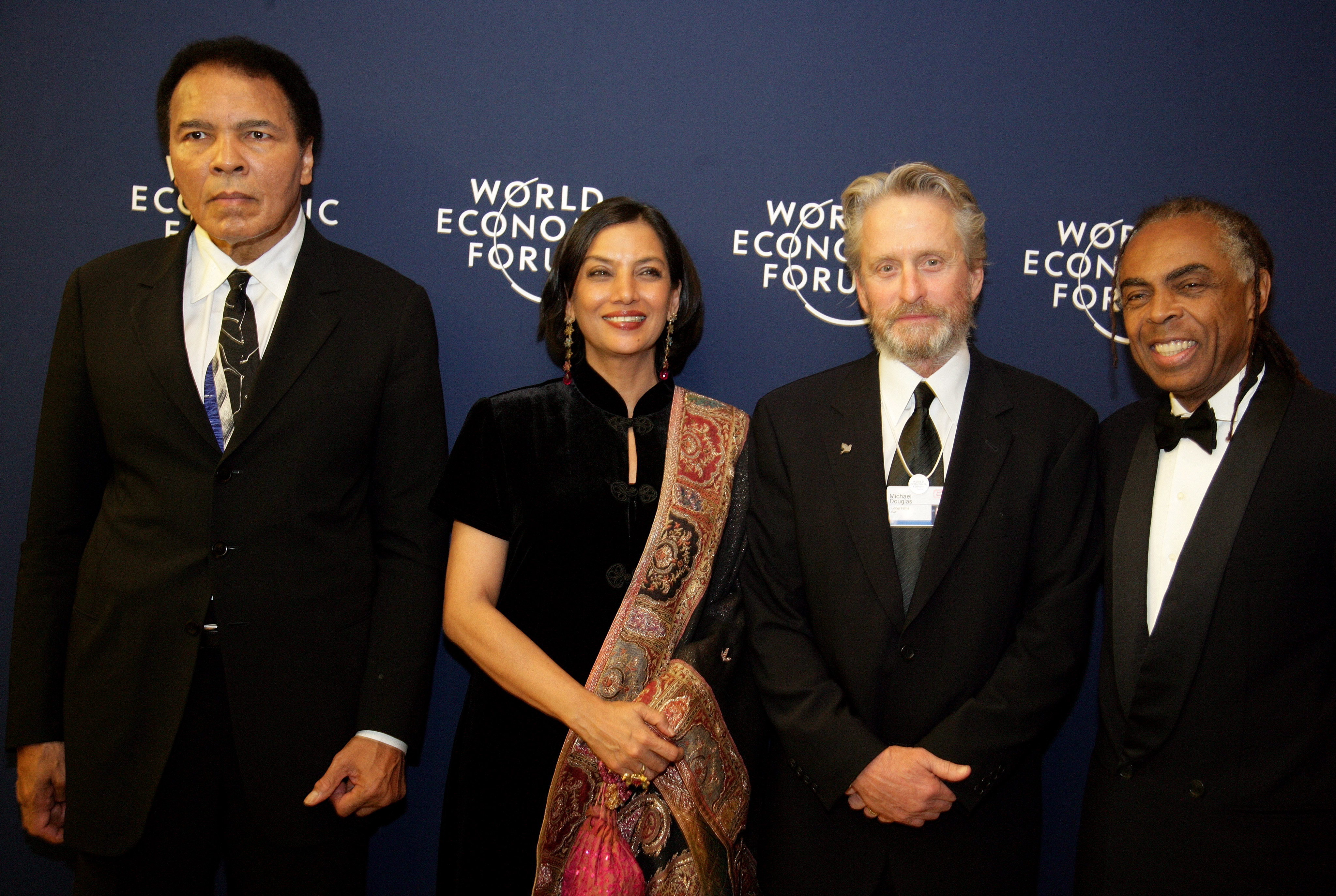
Muhammad Ali (balra), a davosi Világgazdasági Fórumon, 2006. január 28.

1967. április 28-án katonai behívót kapott, a vietnámi háborúban kellett volna harcolnia. Ali azonban megtagadta a katonai szolgálatot vallási okokra hivatkozva, miszerint Isten tiltja a muszlimoknak a háborúskodást, amiért ötéves börtönbüntetésre és tízezer dolláros pénzbüntetésre ítélték.
Ha valaki olyan nagy, mint én, nehéz szerénynek lenni
Szinte ugyanabban az órában a New York-i Bizottság bevonta bokszengedélyét, a Bokszvilágszövetség (WBA) pedig megfosztotta bajnoki címétől. Bár ő fellebbezett, ezt követően még hosszú három évet kellett várnia, míg végül az Amerikai Legfelsőbb Bíróság neki adott igazat, hatályon kívül helyezte az eltiltását és visszakapta a versenyengedélyét. Hosszú ideig – 1967. március 22-től 1970. október 26-ig – volt inaktív akkor, amikor ezek lehettek volna bokszkarrierjének csúcsévei.
1971. március 8-án kihívta Joe Fraziert. Az amerikaiak nem nézték jó szemmel a lázadó, katonai szolgálatot megtagadó ökölvívót. Nagyon sokan megvetették a muszlim hitre tért fekete olimpiai bajnokot. Amerika számára ő volt a tapintatlan, a hadseregtől meglógott, felelőtlen fekete bőrű muzulmán, aki nyíltan szembeszegült Amerika törvényeivel. A Madison Square Gardenben rendezték a „XX. század összecsapása” (The Fight of the Century) néven beharangozott mérkőzést, melyet Frazier nyert, osztatlan pontozással. 1974-ben ugyanitt ismét megvívtak egymással, ekkor már Alit hirdették ki győztesnek a bírók. 1974. október 30-án Zaire fővárosában, Kinshasában visszaszerezte világbajnoki övét, miután kiütötte George Foremant, ez volt a „Dübörgés a dzsungelben” (The Rumble in the Jungle). A harmadik Ali–Frazier-mérkőzésre a Fülöp-szigeteken került sor, ez volt a „Manilai Thriller” (Thrilla in Manila), melyen Frazier és Ali nagyon kemény 14 menetet vívtak. Mindketten nagyon elfáradtak a 14 menet végére, Frazier majdnem vakon küzdötte végig a 14. menetet, mivel egyik szeme már 1964–1965 óta sérült volt, a másik pedig a sok ütéstől sérült meg a mérkőzés során. Amikor kikerültek a sarokba a 14. menet után, Ali azt mondta, nem tud visszamenni a 15. menetre, de ezt senki nem vette tudomásul. Nem volt ideje bedobatni a törülközőt, és mivel Fraziert edzője megkérdezte, hogy hány ujját látja, és ő egyet látott, az edző két felmutatott ujja helyett, Frazier beleegyezése nélkül bedobta a törülközőt. Lefújták a mérkőzést a 15. menet előtt. Így a mérkőzést végül Ali nyerte, aki a mérkőzés során sok bántó megjegyzést tett Frazierre és családjára, amiért a mérkőzés után bocsánatot kért ellenfele fiától, de Frazier ezt soha nem fogadta el. Nyilatkozata szerint soha nem bocsát meg Alinak és boldog, hogy Alinak miatta lettek maradandó sérülései, míg ő éli az életét. Ali még egyszer bocsánatot kért 2001-ben a New York Timesban tőle. A mérkőzés beváltotta a hozzá fűzött reményeket és a mai napig a XX. század összecsapása maradt. A két bokszgéniusz további életében a meccs örökre fájó pont maradt.
Muhammad Ali 1981 decemberében végérvényesen visszavonult a profi ökölvívástól.
Az 1996-os atlantai olimpia nyitóünnepségén, július 19-én Muhammad Ali gyújtotta meg az olimpiai fáklyát.
1995-ben Muhammad Ali Múzeum nyílt szülővárosában Louisville-ben.

### Halála
Évtizedeken át Parkinson-kórban szenvedett. 2016. június 2-án légzőszervi panaszokkal kórházba vitték, ahol június 3-án 21:10-kor elhunyt. Temetése 2016. június 10-én volt Louisville-ben, ahol részt vett többek között Bill Clinton volt amerikai elnök.